# Para-taekwondo
Le para-taekwondo (ou handi-taekwondo) est un sport dérivé du taekwondo qui est pratiqué par des personnes en situation de handicap physique ou mental.
Au niveau international c'est World Taekwondo (WT) qui est la fédération de référence pour le Comité international paralympique. En France, la Fédération française de taekwondo et disciplines associées (FFTDA) a reçu délégation le 31 décembre 2016 du ministère des Sports pour organiser la pratique du para-taekwondo.

## Historique
La para-taekwondo s'est développé à partir de 2006 lorsque la fédération mondiale de taekwondo crée un comité dédié pour le développement de cette discipline. Elle développe la discipline de combat (kyorugi) en créant dès 2009 les premiers championnats du Monde para-taekwondo à Bakou, suivi du championnat d’Europe en 2011, dans l’objectif d’intégrer le programme des Jeux paralympiques.
Après un premier échec pour les Jeux paralympiques de 2016, la fédération élargit la pratique aux déficients visuels et mentaux avec la reconnaissance des épreuves de poumsé, enchaînement gestuel de techniques de combat (équivalent du kata au karaté).
Le 7 octobre 2014, le comité international paralympique annonce l'organisation d'épreuves aux jeux paralympiques de 2020 à Tokyo.2024 a paris.

## Classification
La première lettre de la classification indique soit le kyorugi (lettre « K »), soit le poumsé (lettre « P »), par ailleurs, en kyorugi, on introduit également une distinction par poids de l’athlète. On a le tableau récapitulatif suivant, :

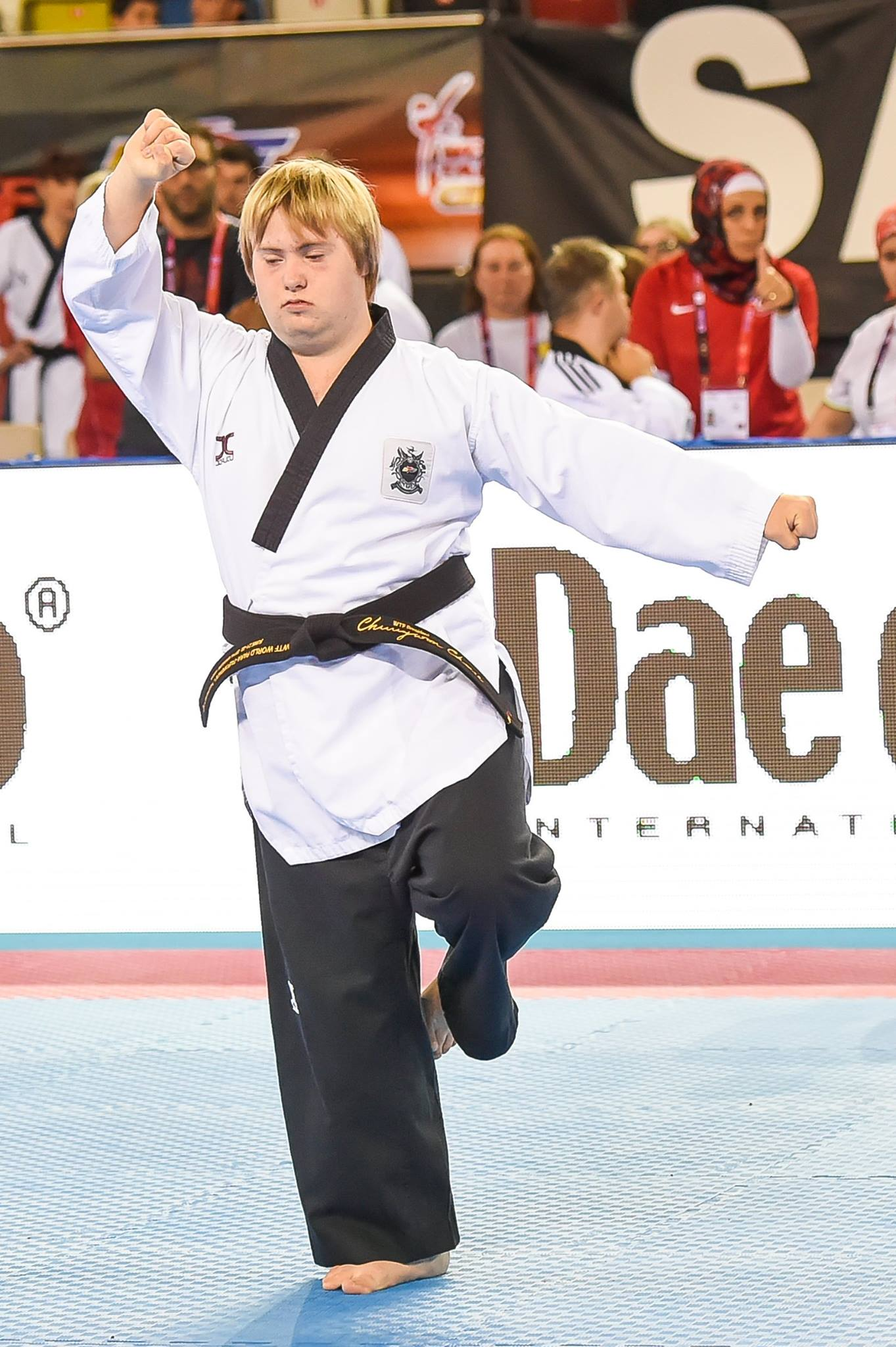
Compétition de poumsé en 2017.

| Catégorie                                   | Observations | Observations                                | Observations |                         |
| Para kyorugi - Handicap physique ou surdité | Para kyorugi - Handicap physique ou surdité                                                                          | Para kyorugi - Handicap physique ou surdité | Para kyorugi - Handicap physique ou surdité |                         |
| ------------------------------------------- | --- | ------------------------------------------- | --- | ----------------------- |
| K40                                         | Athlète souffrant de restrictions articulaires, de faiblesse musculaire ou de perte de membres (amputé, dystrophie). |                                             | |                         |
| K40                                         | Athlète souffrant de restrictions articulaires, de faiblesse musculaire ou de perte de membres (amputé, dystrophie). | K41                                         | Athlète présentant des déficiences dans les deux bras au niveau de l'épaule et du coude. |                         |
| K40                                         | Athlète souffrant de restrictions articulaires, de faiblesse musculaire ou de perte de membres (amputé, dystrophie). | K42                                         | Athlète présentant des déficiences dans un bras au niveau du coude ou de l'épaule. |                         |
| K40                                         | Athlète souffrant de restrictions articulaires, de faiblesse musculaire ou de perte de membres (amputé, dystrophie). | K43                                         | Athlète présentant des déficiences dans les deux bras au niveau des coudes et des poignets. |                         |
| K40                                         | Athlète souffrant de restrictions articulaires, de faiblesse musculaire ou de perte de membres (amputé, dystrophie). | K44                                         | Athlète présentant des déficiences au niveau d'un bras, du poignet ou du coude, ou de la cheville et du pied. |                         |
| K60                                         | Sourd. | Sourd.                                      | Sourd. | Sourd.                  |
| Para poumsé - Tout type de handicap         | |                                             | |                         |
| P10                                         | Déficient visuel. | P11                                         | Athlète aveugle |                         |
| P10                                         | Déficient visuel. | P12                                         | Athlète avec une vision très basse des deux yeux, du fait de son acuité visuelle < 2/60 (LogMAR 1,5-2,6 inclus), ou du fait de son champ visuel < 10° de diamètre. |                         |
| P10                                         | Déficient visuel. | P13                                         | Athlète avec une vision basse des deux yeux, mais plus de vision qu'un athlète B2. La vision est affectée du fait de l'acuité visuelle < 6/60 (LogMAR 1-1.4 inclus), ou du fait du champ visuel < 40° de diamètre.                                                                                        |                         |
| P20                                         | Déficient intellectuel.                                                                                              | Déficient intellectuel.                     | Déficient intellectuel. | Déficient intellectuel. |
| P30                                         | Handicap physique.                                                                                                   | P31                                         | Athlète présentant un trouble de la coordination dans les deux jambes. |                         |
| P30                                         | Handicap physique.                                                                                                   | P32                                         | Athlète présentant un trouble de la coordination ou des mouvements involontaires qui affecte à la fois les bras et les jambes. |                         |
| P30                                         | Handicap physique.                                                                                                   | P33                                         | Athlète présentant des troubles de la coordination sur un côté du corps. |                         |
| P30                                         | Handicap physique.                                                                                                   | P34                                         | Athlète présentant des troubles légers de la coordination. |                         |
| P50                                         | Fauteuil roulant. | Fauteuil roulant.                           | Fauteuil roulant. | Fauteuil roulant.       |
| P60                                         | Sourd. | Sourd.                                      | Sourd. | Sourd.                  |
| P70                                         | Petite taille. | P71                                         | Athlète d'une taille inférieure ou égale à 1,30 m pour les hommes et 1,25 m pour les femmes et des bras d'une longueur inférieure ou égale à 59 cm pour les hommes et 57 cm pour les femmes. La taille totale (corps et bras) est inférieure ou égale à 1,80 m pour les hommes et 1,73 m pour les femmes. |                         |
| P70                                         | Petite taille. | P72                                         | Athlète d'une taille inférieure ou égale à 1,45 m pour les hommes et 1,37 m pour les femmes et des bras d'une longueur inférieure ou égale à 66 cm pour les hommes et 63 cm pour les femmes. La taille totale (corps et bras) est inférieure ou égale à 2,00 m pour les hommes et 1,90 m pour les femmes. |                         |

| Hommes | moins de 61 kg | entre 61 kg et 75 kg | plus de 75 kg |
| Femmes | moins de 49 kg | entre 49 kg et 58 kg | plus de 58 kg |

## Compétitions
Le taekwondo a été introduit pour la première fois aux Jeux paralympiques d'été de 2020 à Tokyo. Une seule catégorie a été retenue, le K44, dans les 6 catégories de poids.
Aux championnats du monde de para taekwondo de février 2019 à Antalya en Turquie, on avait les catégories suivantes :
- K41 hommes : −61 kg, −75 kg, +75 kg / femmes −49 kg, −58 kg, +58 kg
- K42 hommes : −61 kg, −75 kg, +75 kg / femmes −49 kg, +58 kg
- K43 hommes : −61 kg, −75 kg, +75 kg / femmes −49 kg, −58 kg, +58 kg
- K44 hommes : −61 kg, −75 kg, +75 kg / femmes −49 kg, −58 kg, +58 kg
- P20 hommes et femmes (junior (entre 12 et 15 ans), moins de 30 ans, plus de 30 ans)
- P31 hommes et femmes
- P32 hommes et femmes
- P33 hommes et femmes
- P34 hommes et femmes